# Đĩa đơn
Trong nền công nghiệp âm nhạc, đĩa đơn (single) thường là một bài hát xuất hiện trong album hiện thời, nhằm mục đích để quảng bá album đó.
Đĩa đơn được phát hành theo nhiều cách khác nhau, nhưng theo bình thường, họ thường đính kèm thêm một vài bài hát khác đã được hoàn thành vào chung. Ngoài ra, nó cũng thường được đưa lên Internet để người cần có thể mua trên mạng hoặc xem miễn phí. Ngoài ra, đĩa đơn thường được chơi trên radio.

## Album đĩa đơn
Trong âm nhạc Hàn Quốc, ngoài hai thuật ngữ "album" và "đĩa đơn" còn tồn tại song song một thuật ngữ bổ sung, "album đĩa đơn" (tiếng Hàn: 싱글 음반; RR: singgeul eumban), bao gồm một đĩa nhạc gồm nhiều bài hát, nhưng không đủ dài để tạo thành đĩa mở rộng (EP).